# Tongeia kala
Tongeia kala is een vlinder uit de familie van de Lycaenidae. De wetenschappelijke naam van de soort is voor het eerst gepubliceerd in 1890 door Lionel de Nicéville.
De spanwijdte bedraagt ongeveer 25 millimeter.
De soort komt voor in India (Meghalaya).